# Хортица (Алтайский край)
Хортица — упразднённое село в Немецком национальном районе Алтайского края. Ликвидировано в 1969 г., население переселено в село Гришковка.

## География
Село располагалось в 6 км к северо-востоку от села Гришковка.

## История
Основано в 1909 году переселенцами из Екатеринославской губернии, названо по екатеринославской колонии Хортица. До 1917 года меннонистское село Орловской волости Барнаульского уезда Томской губернии. Община братских меннонитов входила в состав общины Марковка. С 1926 центр сельсовета. В 1929 г. создан колхоз «Верный путь». С 1950 года отделение колхоза им. Молотова (позже переименован в Ленина). В 1969 г. в связи с ликвидацией неперспективных сел жителей переселяют в Гришковку.

## Население[1]
| Год     | 1911 | 1924 | 1926 |
| ------- | ---- | ---- | ---- |
| Человек | 209  | 348  | 310  |